# Sowerbyella laevispora
Sowerbyella laevispora ist ein Schlauchpilz aus der Familie der Feuerkissenverwandten.

## Merkmale

### Makroskopische Merkmale
Die lang gestielten Fruchtkörper, die Apothecien haben einen Durchmesser von 8–16 Millimetern. Sie sind tief schüsselförmig. Der Stiel ist schmutzig cremefarben, bis zu 25 Millimetern lang und 5–9 Millimeter breit mit 2–4 oberflächlichen Rillen. Die Innenseite mit der Fruchtschicht ist braun, die Außenseite, das Receptaculum, ist orange-braun.

### Mikroskopische Merkmale
Die Fruchtschicht ist 250–280 Mikrometer dick. Die Schläuche sind beinahe zylindrisch und besitzen jeweils 8 Sporen in einer Reihe angeordnet. Sie reagieren negativ auf Melzers Reagenz und werden 216–262 × 14–16 Mikrometer groß. Die Sporen sind ellipsoid bis breit ellipsoid, durchscheinend, glatt, einzellig, und werden 17–20,5 × 10–13,5 Mikrometer groß. Sie besitzen zwei Öltropfen. Die Paraphysen sind fadenförmig septiert, an der Spitze 3–4 Mikrometer und an der Basis 2–3 Mikrometer breit.

### Artabgrenzung
Sowerbyella laevispora ist anderen Arten der Gattung Sowyerbyella ähnlich, besitzt aber im Gegensatz zu diesen glatte Sporen. Besonders ähnlich ist der Leuchtende Wurzelbecherling (Sowyerbella rhenana), aber dessen Sporen sind schmäler und breiter, und eben auch ornamentiert. Auch seine Schläuche sind länger als bei Sowerbyella laevispora.

## Ökologie und Verbreitung
Sowerbyella laevispora lebt in Fichtenwäldern auf moosigen Untergrund. Er wurde bis jetzt nur in China in der Provinz Qinghai gefunden.

## Systematik
Sowerbyella laevispora wurde 2009 von Wen Ying Zhuang erstbeschrieben. Er wurde allerdings schon 1958 gefunden und als Aleuria rhenana (jetzt Sowyerbella rhenana) bestimmt.

## Etymologie
Der Name laevispora bezieht sich auf die glatten Sporen, ein Merkmal, das einzigartig innerhalb der Gattung Sowyerbella ist. Der Gattungsname Sowerbyella ehrt den englischen Botaniker James Sowerby, der die Typusart der Gattung, den Gewöhnlichen Wurzelbecherling (Sowerbyella radicans) als erstes als Pezzua radiculata beschrieben hat.